# Alistair Edwards
Alistair Edwards (né le 21 juin 1968 à Whyalla en Australie-Méridionale) est un footballeur international australien, qui évoluait au poste d'attaquant, avant de devenir entraîneur puis homme politique.

## Biographie

### Carrière de joueur

#### Carrière en sélection
Avec l'équipe d'Australie, il dispute 19 matchs (pour 3 buts inscrits) entre 1991 et 1997. Il figure notamment dans le groupe des sélectionnés lors de la Coupe d'Océanie de 1996.

## Palmarès

### Palmarès joueur

#### Palmarès en club
| Sydney Olympic - Championnat d'Australie (1) : - Champion : 1989-90. |  | Johor FA - Championnat de Malaisie (1) : - Champion : 1991. - Coupe de Malaisie (1) : - Vainqueur : 1991. |  | Sarawak FA - Championnat de Malaisie (1) : - Champion : 1997. |

#### Palmarès en sélection
Australie
- Coupe d'Océanie (1) :
  - Vainqueur : 1996.

### Palmarès individuel
- Meilleur buteur du championnat de Malaisie : 1990 (13 buts)